# Servicio Nacional del Adulto Mayor
El Servicio Nacional del Adulto Mayor (Senama) es un servicio público chileno, funcionalmente descentralizado, dotado de personalidad jurídica y de patrimonio propio con domicilio en Santiago, que se relaciona con el presidente de la República por intermedio del Ministerio de Desarrollo Social y Familia (MINDES), cuya misión es velar por la plena integración del adulto mayor a la sociedad, su protección ante el abandono e indigencia, y el ejercicio de los derechos que la Constitución Política de la República y las leyes le reconocen. Fue creado mediante la ley 19.828, de 27 de septiembre de 2002, y desde el 31 de julio de 2006 se encuentra afiliado a la Organización Iberoamericana de Seguridad Social (OISS). Desde el 11 de marzo de 2022, la titularidad del organismo está a cargo de la matrona Claudia Asmad Palomo, actuando bajo el gobierno de Gabriel Boric.

## Historia
En enero de 1995, siendo presidente de la República Eduardo Frei Ruiz-Tagle, fue creada —mediante decreto supremo—, la «Comisión Nacional para el Adulto Mayor», órgano asesor del presidente en la formulación de las políticas, planes y programas para el adulto mayor.
La Comisión, presidida por la primera dama Marta Larraechea Bolívar, estuvo integrada por 38 personas pertenecientes a diversos ámbitos públicos y privados de la sociedad, tales como parlamentarios, representantes de organismos públicos, académicos, miembros de organizaciones sociales y gremiales. El trabajo realizado por dicha Comisión dio paso a la creación del Comité Nacional para el Adulto Mayor, el cual fue el encargado de coordinar y articular la «Política Nacional para el Adulto Mayor», y fue presidido por la primera dama Luisa Durán, cónyuge de Ricardo Lagos.
En julio de 2002 el Congreso Nacional aprobó el proyecto de ley de la creación del Servicio Nacional del Adulto Mayor (Senama), cuya ley Nº 19.828 fue promulgada el 17 de septiembre de 2002. En enero de 2003, el Senama inició sus funciones.

## Misión y funciones
Según los estatutos oficiales del Senama su misión es: «promover y contribuir a un envejecimiento positivo, mediante la implementación de políticas, programas, articulación intersectorial y alianzas público-privadas».
Asimismo las funciones son:
- Optimizar las oportunidades de bienestar físico, social y mental con enfoque comunitario, con el objetivo de mejorar la calidad de vida de las personas mayores, a través de acciones que fomenten su autovalencia y aborden la dependencia.
- Fomentar la autonomía y participación de las personas mayores, desde su mirada de prevención de la dependencia, a través del fortalecimiento de las organizaciones y clubes y la generación de alianzas que permitan desarrollar ciudades amigables de inclusión.
- Contribuir a un cambio cultural en torno a la vejez y el envejecimiento, reconociendo a las personas mayores en perspectiva de derechos y proporcionando garantías eficaces para su ejercicio.
- Fortalecer institucionalmente al Senama, con el fin de optimizar la articulación intersectorial e implementar la «Política Integral de Envejecimiento Positivo para Chile» de manera efectiva, y actuar como referente en la temática.

## Organización

### Dirección Nacional
La administración y dirección superior del Servicio corresponden al director nacional, quien es el jefe máximo del Senama y tiene su representación judicial y extrajudicial. Es un funcionario de la exclusiva confianza del presidente de la República, el cual es designado por éste.

### Comité Consultivo
El director nacional cuenta con la asesoría del Comité Consultivo del Adulto Mayor, presidido por el director, que tiene por objeto asesorarlo en todo lo relativo a las acciones, planes y programas del Servicio sometidos a su consideración, realizar las sugerencias que estime convenientes, formular las observaciones y proposiciones que considere necesarias y, en general, dar su opinión acerca de las materias en que se solicite su colaboración.

### Fondo Nacional del Adulto Mayor
Existe un fondo concursable de financiamiento de iniciativas de apoyo directo al adulto mayor, administrado por el Senama, que es provisto con las donaciones y legados en dinero que para él acepte el Servicio y con los recursos que anualmente le asigne la Ley de presupuestos. El Servicio debe poner dichos recursos a disposición de cada una de las 16 regiones del país a través de sus comités regionales, a los cuales se les transfiere directamente estos fondos, los que se asignan a organizaciones de adultos mayores o a aquellas que trabajen con éstos y que postulen proyectos. La transferencia de fondos a cada región se sujeta a criterios de objetividad, tales como concentración de población adulta mayor, índices de pobreza y carencia de la población total, así como del grupo etario adulto mayor y/o nivel de asociatividad de adultos mayores a nivel regional.[cita requerida]

## Directores nacionales
| Director/a              | Partido | Inicio               | Final               | Presidente                 |
| ----------------------- | ------- | -------------------- | ------------------- | -------------------------- |
| Manuel Pereira López    | Ind.    | 1 de enero de 2003   | 11 de marzo de 2006 | Ricardo Lagos Escobar      |
| Paula Forttes Valdivia  | Ind.    | 11 de marzo de 2006  | 11 de marzo de 2010 | Michelle Bachelet Jeria    |
| Rosa Kornfeld Matte     | Ind.    | 15 de junio de 2010  | 11 de marzo de 2014 | Sebastián Piñera Echenique |
| Rayen Inglés Hueche     | PDC     | 29 de marzo de 2014  | 2015                | Michelle Bachelet Jeria    |
| Rubén Valenzuela Fuica  | PDC     | 26 de abril de 2016  | 2018                | Michelle Bachelet Jeria    |
| Octavio Vergara Andueza | Ind.    | 28 de junio de 2018  | 31 de enero de 2022 | Sebastián Piñera Echenique |
| Claudia Asmad Palomo    | Ind.    | 7 de octubre de 2022 | En el cargo         | Gabriel Boric Font         |

### Redes sociales
- Servicio Nacional del Adulto Mayor en X (antes Twitter)
- Servicio Nacional del Adulto Mayor en Instagram
- Servicio Nacional del Adulto Mayor en Facebook

### Otros
- Trámites del Servicio Nacional del Adulto Mayor en ChileAtiende

- Datos: Q20018788